# Spawarka inwertorowa

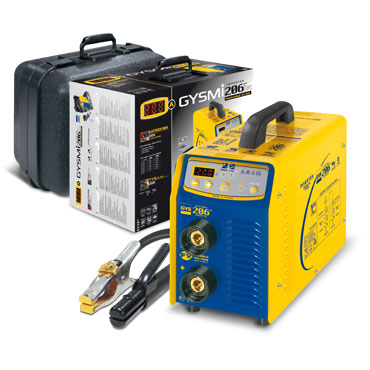
Spawarka inwertorowa

Spawarka inwertorowa (inwersyjna) – rodzaj spawarki elektrycznej, w której źródłem prądu jest prostownik z wewnętrzną przemianą częstotliwości. Służy do spawania metodą MMA.

## Budowa
Podstawowymi składnikami spawarki inwertorowej są:
- prostownik napięcia;
- filtr pojemnościowy napięcia wyprostowanego;
- falownik tranzystorowy;
- transformator o podwyższonej częstotliwości;
- prostownik wtórny podwyższonej częstotliwości;
- dławik filtrujący;
- układ sterowania.

## Zalety
- możliwość spawania wszystkimi rodzajami elektrod spawalniczych;
- stosunkowo niewielki pobór prądu;
- niewielki rozmiar i masa;
- łatwość obsługi.

## Historia
Pierwsze tego typu urządzenia powstały w oparciu o falownik tyrystorowy. Jednak ze względu na zbyt niską częstotliwość napięcia z falownika – 5000 Hz – nie zyskały uznania. Stało się to dopiero po opracowaniu wysokonapięciowych tranzystorów mocy, które osiągały częstotliwość napięcia z falownika powyżej 20 kHz. Dzięki ich użyciu zmniejszono rozmiary tych spawarek, ich masę, zwiększono jakość spawania, ponadto spadła cena tego typu urządzeń. Obecnie spawarki inwertorowe wypierają z rynku spawarki transformatorowe.